# Mistrzostwa Narodów Afryki w Piłce Nożnej 2009
Mistrzostwa Narodów Afryki 2009 były 1. edycją turnieju o mistrzostwa Afryki w piłce nożnej, które odbyły się w Wybrzeżu Kości Słoniowej. W odróżnieniu od Pucharu Narodów Afryki w tym turnieju brać udział mogli zawodnicy występujących w swoich rodzimych rozgrywkach ligowych, co automatycznie powoduje że zawodnicy występujący poza granicami swojego kraju nie mogli brać udziału w tym turnieju.

## Uczestnicy
W mistrzostwach uczestniczyło 8 drużyn – reprezentacja gospodarzy oraz 7 ekip wyłonionych w trakcie kwalifikacji.

### Kwalifikacje
Do pierwszych w historii kwalifikacji do Mistrzostw Narodów Afryki przystąpiło 30 drużyn. Zostały one podzielone na sześć grup według kryteriów geograficznych. Z każdej grupy awans uzyskać mogła tylko jedna reprezentacja, wyjątkiem była grupa południowa w której do rywalizacji przystąpiło najwięcej drużyn - 10.

### Zakwalifikowane drużyny
| Drużyna                       | Grupa kwalifikacyjna                    | Liczba występów dotychczas | Najlepszy wynik | Ostatni występ |
| ----------------------------- | --------------------------------------- | -------------------------- | --------------- | -------------- |
| Wybrzeże Kości Słoniowej      | Gospodarz                               | debiutant                  | –               | –              |
| Libia                         | Zwycięzca w strefie północnej           | debiutant                  | –               | –              |
| Senegal                       | Zwycięzca w strefie zachodniej A        | debiutant                  | –               | –              |
| Ghana                         | Zwycięzca w strefie zachodniej B        | debiutant                  | –               | –              |
| Demokratyczna Republika Konga | Zwycięzca w strefie centralnej          | debiutant                  | –               | –              |
| Tanzania                      | Zwycięzca w strefie środkowo-wschodniej | debiutant                  | –               | –              |
| Zambia                        | Druga runda w strefie południowej       | debiutant                  | –               | –              |
| Zimbabwe                      | Druga runda w strefie południowej       | debiutant                  | –               | –              |

## Obiekty
| Abidżan                      | AbidżanBouaké Miasta-organizatorzy na mapie WKS | Bouaké            |
| ---------------------------- | ----------------------------------------------- | ----------------- |
| Stade Félix Houphouët-Boigny | AbidżanBouaké Miasta-organizatorzy na mapie WKS | Stade Bouaké      |
| Pojemność: 40,000            | AbidżanBouaké Miasta-organizatorzy na mapie WKS | Pojemność: 35,000 |
|                              | AbidżanBouaké Miasta-organizatorzy na mapie WKS |                   |

## Faza grupowa
Godziny rozpoczęcia meczów UTC+0:00

### Grupa A
| Kolory w tabelach | Kolory w tabelach               |
| ----------------- | ------------------------------- |
|                   | Drużyna awansowała do półfinału |

| Drużyna                  | Pkt | M | Z | R | P | Br+ | Br- | +/- |
| ------------------------ | --- | - | - | - | - | --- | --- | --- |
| Zambia                   | 5   | 3 | 1 | 2 | 0 | 4   | 1   | +3  |
| Senegal                  | 5   | 3 | 1 | 2 | 0 | 1   | 0   | +1  |
| Tanzania                 | 3   | 3 | 1 | 1 | 1 | 2   | 2   | 0   |
| Wybrzeże Kości Słoniowej | 1   | 3 | 0 | 1 | 2 | 0   | 4   | -4  |

| 22 lutego 2009 16:00 | Wybrzeże Kości Słoniowej | 0:3Raport | Zambia · Singuluma 36', 49', 50' | Stade Félix Houphouët-Boigny, Abidżan Widzów: 35,000 Sędzia: Rajindraparsad Seechurn |
|                      |                          |           |                                  |                                                                                      |

| 22 lutego 2009 19:00 | Senegal · Traoré 29' | 1:0Raport | Tanzania | Stade Félix Houphouët-Boigny, Abidżan Sędzia: Jean-Claude Lebrosse |
|                      |                      |           |          |                                                                    |

| 25 lutego 2009 16:00 | Zambia | 0:0Raport | Senegal | Stade Félix Houphouët-Boigny, Abidżan Sędzia: Abdella El Achiri |
|                      |        |           |         |                                                                 |

| 25 lutego 2009 19:00 | Tanzania · Ngassa 36' | 1:0Raport | Wybrzeże Kości Słoniowej | Stade Félix Houphouët-Boigny, Abidżan Sędzia: Chokri Saadallah |
|                      |                       |           |                          |                                                                |

| 28 lutego 2009 16:00 | Wybrzeże Kości Słoniowej | 0:0Raport | Senegal | Stade Félix Houphouët-Boigny, Abidżan Widzów: 2,000 Sędzia: Verson Lwanja |
|                      |                          |           |         |                                                                           |

| 28 lutego 2009 16:00 | Zambia · Banda 90+4' | 1:1Raport | Tanzania · Nsajigwa 88' (k.) | Stade Bouaké, Bouaké Sędzia: Chaibou Ibrahim |
|                      |                      |           |                              |                                              |

### Grupa B
| Drużyna                       | Pkt | M | Z | R | P | Br+ | Br- | +/- |
| ----------------------------- | --- | - | - | - | - | --- | --- | --- |
| Ghana                         | 5   | 3 | 1 | 2 | 0 | 6   | 3   | +3  |
| Demokratyczna Republika Konga | 4   | 3 | 1 | 1 | 1 | 3   | 4   | -1  |
| Zimbabwe                      | 3   | 3 | 0 | 3 | 0 | 3   | 3   | 0   |
| Libia                         | 2   | 3 | 0 | 2 | 1 | 1   | 3   | -2  |

| 23 lutego 2009 15:00 | Ghana · A. Ayew 44', 67' | 2:2Raport | Zimbabwe · Karuru 5' · Marufu 36' | Stade Bouaké, Bouaké Sędzia: Verson Lwanja |
|                      |                          |           |                                   |                                            |

| 23 lutego 2009 18:00 | Demokratyczna Republika Konga · Kaluyituka 58' · Lofo 67' (k.) | 2:0Raport | Libia | Stade Bouaké, Bouaké Sędzia: Desiré Noumandiez Doué |
|                      |                                                                |           |       |                                                     |

| 26 lutego 2009 15:00 | Zimbabwe · Marufu 28' | 1:1Raport | Demokratyczna Republika Konga · Mputu 21' | Stade Bouaké, Bouaké Sędzia: Chaibou Ibrahim |
|                      |                       |           |                                           |                                              |

| 26 lutego 2009 18:00 | Libia · Saad 26' | 1:1Raport | Ghana · Owusu-Ansah 76' | Stade Bouaké, Bouaké Sędzia: Cheick Ahmed Tidiane Seck |
|                      |                  |           |                         |                                                        |

| 1 marca 2009 16:00 | Ghana · Taylor 45+4' · Antwi 68' · Ansah 79' | 3:0Raport | Demokratyczna Republika Konga | Stade Bouaké, Bouaké Sędzia: Rajindraparsad Seechurn |
|                    |                                              |           |                               |                                                      |

| 1 marca 2009 16:00 | Zimbabwe | 0:0Raport | Libia | Stade Félix Houphouët-Boigny, Abidżan Sędzia: Kokou Djaoupe |
|                    |          |           |       |                                                             |

## Faza pucharowa
|  |                                                  |                               |                               |                                                  |   |       |       |       |
|  | Półfinały                                        | Półfinały                     | Półfinały                     |                                                  |   | Finał | Finał | Finał |
|  | Półfinały                                        | Półfinały                     | Półfinały                     |                                                  |   | Finał | Finał | Finał |
|  | 04.03.09 – Stade Bouaké, Bouaké                  |                               |                               |                                                  |   |       |       |       |
|  |                                                  |                               |                               |                                                  |   |       |       |       |
|  | Ghana                                            | Ghana                         | 1 (7)                         |                                                  |   |       |       |       |
|  | Ghana                                            | Ghana                         | 1 (7)                         | 08.03.09 – Stade Félix Houphouët-Boigny, Abidżan |   |       |       |       |
|  | Senegal                                          | Senegal                       | 1 (6)                         |                                                  |   |       |       |       |
|  | Senegal                                          | Senegal                       | 1 (6)                         |                                                  |   | Ghana | Ghana | 0     |
|  | 04.03.09 – Stade Félix Houphouët-Boigny, Abidżan |                               |                               |                                                  |   | Ghana | Ghana | 0     |
|  |                                                  |                               | Demokratyczna Republika Konga | Demokratyczna Republika Konga                    | 2 |       |       |       |
|  | Zambia                                           | Zambia                        | Demokratyczna Republika Konga | Demokratyczna Republika Konga                    | 2 | 1     |       |       |
|  | Zambia                                           | Zambia                        |                               |                                                  |   |       |       |       |
|  | Demokratyczna Republika Konga                    | Demokratyczna Republika Konga | 2                             |                                                  |   |       |       |       |
|  | Demokratyczna Republika Konga                    | Demokratyczna Republika Konga | 2                             | Mecz o 3. miejsce                                |   |       |       |       |
|  |                                                  |                               |                               |                                                  |   |       |       |       |
|  | 07.03.09 – Stade Félix Houphouët-Boigny, Abidżan |                               |                               |                                                  |   |       |       |       |
|  |                                                  |                               |                               |                                                  |   |       |       |       |
|  | Senegal                                          | Senegal                       | 1                             |                                                  |   |       |       |       |
|  | Senegal                                          | Senegal                       | 1                             |                                                  |   |       |       |       |
|  | Zambia                                           | Zambia                        | 2                             |                                                  |   |       |       |       |
|  | Zambia                                           | Zambia                        | 2                             |                                                  |   |       |       |       |

### Półfinały
| 4 marca 2009 15:00                                                  | Ghana · Antwi 31' | 1:1 (dogr.) k. 7:6Raport                                               | Senegal · Sow 35' | Stade Bouaké, Bouaké Widzów: 25,000 Sędzia: Jean-Claude Lebrosse |
|                                                                     |                   |                                                                        |                   |                                                                  |
|                                                                     |                   | Rzuty karne                                                            |                   |                                                                  |
| D. Yeboah · S. Yeboah · Mohamed · Appiah · MacCarthy · Bonsu · Poku |                   | M. Fall · Diamanka · Ndiour · M. Diallo · Diouf · S. N'Diaye · Badiane |                   |                                                                  |

| 4 marca 2009 19:00 | Zambia · Singuluma 85' | 1:2Raport | Demokratyczna Republika Konga · Lofo 3' · Kaluyituka 16' | Stade Félix Houphouët-Boigny, Abidżan Sędzia: Abdallah El Achiri |
|                    |                        |           |                                                          |                                                                  |

### Mecz o 3. miejsce
| 7 marca 2009 16:00 | Senegal · Sow 24' | 1:2Raport | Zambia · Bwalya 49' · Singuluma 75' | Stade Félix Houphouët-Boigny, Abidżan Sędzia: Rajindraparsad Seechurn |
|                    |                   |           |                                     |                                                                       |

### Finał
| 8 marca 2009 16:00 | Ghana | 0:2Raport | Demokratyczna Republika Konga · Kaluyituka 46' · Bedi 74' | Stade Félix Houphouët-Boigny, Abidżan Widzów: 35,000 Sędzia: Desiré Noumandiez Doué |
|                    |       |           |                                                           |                                                                                     |